# Kapelle Günhoven

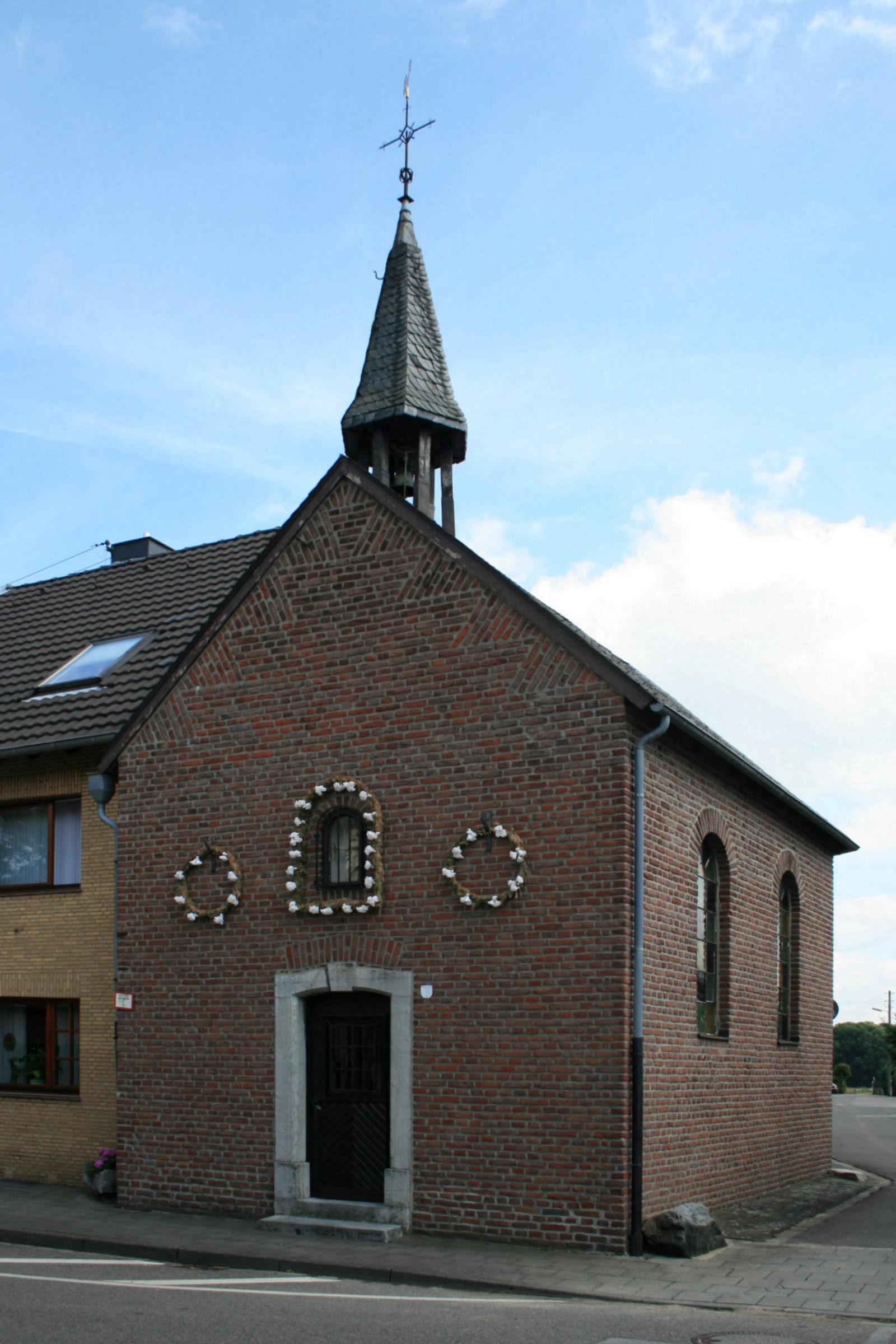
Kapelle (2010)

Die Kapelle Günhoven steht im Stadtteil Günhoven in Mönchengladbach (Nordrhein-Westfalen), Günhovener Straße 36.
Das Bauwerk wurde 1844 erbaut. Es ist unter Nr. G 020 am 2. Juni 1987 in die Denkmalliste der Stadt Mönchengladbach eingetragen worden.

## Architektur
Die Kapelle „Zum hl. Nikolaus“ gehört zum geschlossen historischen Ortsverband Günhovens.
Die geräumige Backsteinkirche stammt aus dem Jahre 1844. Sie schließt dreiseitig ab und war ursprünglich freistehend. Die Eingangsseite hat ein schönes Blausteinportal mit Stufen und Stichbogen, in dessen Sturz die Jahreszahl eingemeißelt ist. Das Ziegeldach trägt einen verschieferten Dachreiter.
Die 1964/65 restaurierte Kapelle ist in gutem Zustand. Wegen ihres Alters und als Honschaftskapelle aus kulturhistorischen und volkskundlichen Gründen schützenswert.